# Kodeks 0104
Kodeks 0104 (Gregory-Aland no. 0104), ε 44 (Soden) – grecki kodeks uncjalny Nowego Testamentu na pergaminie, paleograficznie datowany na VI wiek. Rękopis przechowywany jest we Francuskiej Bibliotece Narodowej (Suppl. Gr. 726, ff. 1-5,8-10) w Paryżu. Jest palimpsestem. Zawiera marginalia, przystosowany został do czytań liturgicznych.

## Opis
Do dziś zachowały się 4 karty kodeksu (32 na 22 cm) z tekstem Ewangelii Mateusza (23,7-22) oraz Ewangelii Marka (13,34-14,25). Tekst pisany jest dwoma kolumnami na stronę, 36 linijek w kolumnie. Stosuje inicjały.
Tekst dzielony jest według κεφαλαια (rozdziały), których numery umieszczono na marginesie tekstu, a τιτλοι (tytuły rozdziałów) w górnym. Stosuje również inny system podziału, według mniejszych jednostek, Sekcji Ammoniusza, z odniesieniami do Kanonów Euzebiusza. Zawiera noty liturgiczne na marginesie.
Jest palimpsestem, górny tekst zawiera homilię w języku hebrajskim (wykorzystany został razem z 0103).

## Tekst
Tekst kodeksu reprezentuje bizantyjską tradycję tekstualną. Kurt Aland zaklasyfikował go do kategorii V.

## Historia
Gregory datował fragment na VII lub VIII wiek. Obecnie INTF datuje go na VI wiek.
Rękopis został odkryty przez Gregory'ego w 1885 roku, który też sporządził pierwszy jego opis. Gregory w 1908 roku dał mu siglum 0104. J. H. Greenlee badał kodeks w 1968 roku.